# Néider Morantes
Néider Yesid Morantes Londoño (ur. 3 sierpnia 1975 w Medellín) – kolumbijski piłkarz występujący na pozycji pomocnika.

## Kariera klubowa
Morantes karierę rozpoczynał w 1994 roku w Atlético Nacional. W tym samym roku zdobył z zespołem mistrzostwo Kolumbii. W 1995 roku dotarł z nim do finału Copa Libertadores, a także triumfował w rozgrywkach Copa Sudamericana. W 1999 roku zdobył z klubem drugie mistrzostwo Kolumbii.
W 2000 roku Morantes wyjechał do Meksyku, gdzie grał w zespołach Atlante FC oraz CD Irapuato. W 2002 roku wrócił do Kolumbii, gdzie został graczem klubu Once Caldas. Następnie grał w Atlético Nacional, Atlético Bucaramanga oraz Independiente Medellín, z którym w 2004 roku wywalczył mistrzostwo fazy Apertura.
W 2005 roku trafił do ekwadorskiego zespołu Barcelona SC. Jego barwy reprezentował w sezonach 2005 oraz 2006. Potem występował w Independiente Medellín, a w 2008 roku przeszedł do Envigado FC.

## Kariera reprezentacyjna
W reprezentacji Kolumbii Morantes zadebiutował w 1997 roku. W tym samym roku znalazł się w drużynie na Copa América. Na tamtym turnieju, zakończonym przez Kolumbię na ćwierćfinale, wystąpił w spotkaniach z Meksykiem (1:2), Kostaryką (4:1, 2 gole), Brazylią (0:2) oraz Boliwią (1:2).
W 1999 roku ponownie był członkiem kadry na turnieju Copa América, z którego Kolumbia odpadła w ćwierćfinale. Zagrał na nim w pojedynkach z Ekwadorem (2:1, gol) oraz Chile (2:3)
W 2004 roku Morantes po raz trzeci został powołany do kadry na turniej Copa América. Zagrał na nim w meczach z Wenezuelą (1:0), Peru (2:2) oraz Urugwajem (1:2), a Kolumbia zakończyła rozgrywki na 4. miejscu.
W latach 1997–2004 w drużynie narodowej Morantes rozegrał łącznie 21 spotkań i zdobył 4 bramki.